# Sančo II. Portugalski
Sančo II. (8. rujna 1207. – 4. siječnja 1248.) – poznat kao Sančo Pobožni (Sancho) – bio je portugalski kralj 1223. – 1248. Rođen u Coimbri, Sančo je bio najstariji sin kralja Alfonsa II. i kraljice Urake.
Još za njegove mladosti su se borbe na dvoru i po kraljevstvu toliko razbuktale, da mu je vladavina protekla u nizu uzaludnih pokušaja da vrati političku stabilnost.
Ponovno je pokrenuo rekonkvistu protiv Maura. Konačni udarac mu je zadao papa Inocent IV. ocjenom da nije sposoban vladati.
Sančo je 1247. otišao u egzil u Toledo, gdje je sljedeće godine i umro.
Sančova je supruga bila Mécia Lopes de Haro.